# Tass (Bács-Kiskun)
Pour les articles homonymes, voir Tass.
Tass est un village et une commune du comitat de Bács-Kiskun en Hongrie.